# آنتاناس مرکیس
آنتاناس مرکیس (انگلیسی: Antanas Merkys؛ ۲۰ ژانویهٔ ۱۸۸۷ – ۵ مارس ۱۹۵۵) یک سیاست‌مدار اهل لیتوانی بود. وی از نوامبر ۱۹۳۹ تا ژوئن ۱۹۴۰ نخست‌وزیر این کشور بود. وی همچنین به مدت دو روز رئیس‌جمهور این کشور بود.